# Atelopus glyphus
Atelopus glyphus is een kikker uit de familie padden (Bufonidae) en het geslacht klompvoetkikkers (Atelopus). De soort komt voor in Panama en Colombia.

## Wetenschappelijke beschrijving
Atelopus glyphus werd voor het eerst wetenschappelijk beschreven door Emmett Reid Dunn in 1931.

## Voorkomen
Atelopus glyphus leeft voor in het grensgebied van Colombia en Panama, in de Serranía de Pirre. De soort komt onder meer voor in de nationale parken Los Katíos en Darién. De pad is bekend van hoogtes van 1200 tot 1445 meter boven zeeniveau. De soort komt in een relatief klein gebied voor en is hierdoor kwetsbaar. De schimmelziekte chytridiomycose vormt een belangrijke bedreiging. Door de internationale natuurbeschermingsorganisatie IUCN wordt de soort beschouwd als 'kritiek'.

## Uiterlijk
Atelopus glyphus heeft een bruine lichaamskleur met kleine witgele vlekken en een gele buik. Mannetjes worden ongeveer 36 millimeter lang, de vrouwtjes worden groter en bereiken een lichaamslengte van ten minste 48 mm.

## Fokprogramma
In het Gamboa Amphibian Rescue Center is een succesvol fokprogramma opgezet voor Atelopus glyphus.